# Альберт Феррер
Альберт Феррер (ісп. Albert Ferrer, нар. 6 червня 1970, Барселона) — іспанський футболіст, що грав на позиції захисника. По завершенні ігрової кар'єри — тренер.
Виступав, зокрема, за «Барселону» та «Челсі», а також національну збірну Іспанії. У складі збірної — олімпійський чемпіон.

## Клубна кар'єра
Народився 6 червня 1970 року в місті Барселона, футболу навчався в академії однойменного клубу. Кілька років Альберт грав за другу команду «Барселони», а 1990 року, був відданий в оренду клубу Прімери «Тенерифе», де він зіграв 17 матчів, більшість з яких — в основі.

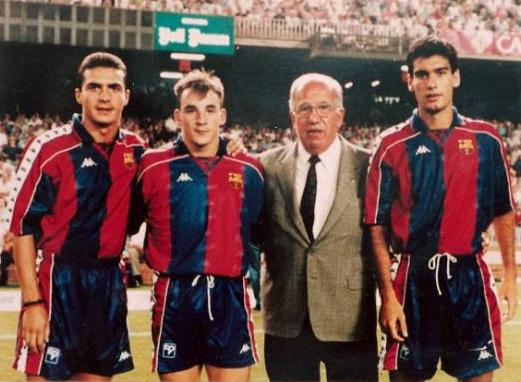
Альберт Феррер (другий ліворуч) разом з партнерами по «Барселоні». 1992 рік.

Влітку 1990 року Феррер повернувся з оренди і став основним правим захисником основної команди і залишався ним протягом восьми сезонів. За цей час Альберт виграв низку титулів, включаючи 5 чемпіонських, 2 Кубків, 4 Суперкубка і Лігу Чемпіонів, Кубок Кубків і два Суперкубки УЄФА.
Пішов з «Барселони» Феррер з настанням «голландської епохи» і приходом Луї ван Гала. Разом з ним клуб покинули багато інших значущих гравців, включаючи Гільєрмо Амора. Альберт перейшов у англійський «Челсі». Сума трансферу склала 2,2 млн фунтів стерлінгів. Іспанець швидко став гравцем основи клубу зі «Стемфорд Брідж» і в першому ж сезоні допоміг «Челсі» виграти Суперкубок УЄФА 1998 року, а в наступному сезоні — виграти Кубок та Суперкубок Англії.
У наступних сезонах роль Феррера в «Челсі» зменшувалася. З кожним роком іспанець проводив на полі все менше часу — заважали травми і конкуренція з боку більш молодих захисників клубу. 2003 року контракт Феррера з «Челсі» закінчився і гравець вирішив завершити кар'єру. Уболівальниками «аристократів» Феррер був визнаний найкращим правим захисником в історії клубу.

## Виступи за збірні
Феррер грав за збірні Іспанії різних віків. У складі олімпійської збірної він переміг на домашній для іспанців Олімпіаді в Барселоні.
4 вересня 1991 року дебютував в офіційних матчах у складі національної збірної Іспанії у грі з Уругваєм.
У складі збірної був учасником чемпіонату світу 1994 року у США, чемпіонату світу 1998 року у Франції. Також Альберт повинен був взяти участь у двох чемпіонатах Європи — 1996 і 2000 року — але пропустив обидва через травми.
Всього протягом кар'єри у національній команді, яка тривала 9 років, провів у формі головної команди країни 35 матчів.

## Кар'єра тренера
Після завершення кар'єри Феррер працював коментатором на великих іспанських телеканалах La Sexta, Antena 3 і Canal+ Liga, а також на радіостанції Onda Cero.
У жовтні 2010 року Феррер очолив нідерландський «Вітесс». До нього у штаб увійшов співвітчизник Альберт Капеллас (колишній молодіжний тренер «Барселони») і колишній голландський воротар Стенлі Мензо, який залишив свій пост головного тренера «Камбюра» для того, щоб приєднатися до іспанців. Під керівництвом Феррера команда стала 15-й і зуміла зберегти місце в Ередивізі, але по завершенні сезону іспанця змінив Джон ван ден Бром.
17 лютого 2014 року Феррера призначили тренером клубу іспанської Сегунди «Кордови», який зайняв з командою лише 7 місце, що дозволило команді взяти участь у плей-оф за право підвищитись у класі. Перемігши у фіналі «Лас-Пальмас», Феррер вивів «Кордову» до Ла Ліги вперше за 42 роки. Але у вищому дивізіоні Альберт зумів набрати з командою лише 4 очки у 8 матчах, через що 20 жовтня 2014 року був звільнений.
20 червня наступного року він був названий головним тренером «Мальорки», підписавши контракт на один рік. Після трьох перемог у 15 матчах він був звільнений 30 листопада 2015 року.
| Дата       | Місто          | Господарі            | Результат | Гості              | Турнір                | Голи | Примітки |
| ---------- | -------------- | -------------------- | --------- | ------------------ | --------------------- | ---- | -------- |
| 4-9-1991   | Ов'єдо         | Іспанія              | 2 – 1     | Уругвай            | товариський матч      | -    | 48'      |
| 9-9-1992   | Сантандер      | Іспанія              | 1 – 0     | Англія             | товариський матч      | -    |          |
| 23-9-1992  | Рига           | Латвія               | 0 – 0     | Іспанія            | Відбір до ЧС 1994     | -    |          |
| 14-10-1992 | Белфаст        | Північна Ірландія    | 0 – 0     | Іспанія            | Відбір до ЧС 1994     | -    |          |
| 18-11-1992 | Севілья        | Іспанія              | 0 – 0     | Ірландія           | Відбір до ЧС 1994     | -    |          |
| 16-12-1992 | Севілья        | Іспанія              | 5 – 0     | Латвія             | Відбір до ЧС 1994     | -    | 63'      |
| 27-1-1993  | Лас-Пальмас    | Іспанія              | 1 – 1     | Мексика            | товариський матч      | -    |          |
| 24-2-1993  | Севілья        | Іспанія              | 5 – 0     | Литва              | Відбір до ЧС 1994     | -    |          |
| 31-3-1993  | Копенгаген     | Данія                | 1 – 0     | Іспанія            | Відбір до ЧС 1994     | -    | 30'      |
| 28-4-1993  | Севілья        | Іспанія              | 3 – 1     | Північна Ірландія  | Відбір до ЧС 1994     | -    |          |
| 2-6-1993   | Вільнюс        | Литва                | 0 – 2     | Іспанія            | Відбір до ЧС 1994     | -    | 30'      |
| 13-10-1993 | Дублін         | Ірландія             | 1 – 3     | Іспанія            | Відбір до ЧС 1994     | -    |          |
| 17-11-1993 | Севілья        | Іспанія              | 1 – 0     | Данія              | Відбір до ЧС 1994     | -    |          |
| 23-3-1994  | Валенсія       | Іспанія              | 0 – 1     | Хорватія           | товариський матч      | -    |          |
| 2-6-1994   | Тампере        | Фінляндія            | 1 – 2     | Іспанія            | товариський матч      | -    |          |
| 10-6-1994  | Монреаль       | Канада               | 0 – 2     | Іспанія            | товариський матч      | -    | 57'      |
| 17-6-1994  | Даллас         | Південна Корея       | 2 – 2     | Іспанія            | ЧС 1994 - 1-й етап    | -    |          |
| 21-6-1994  | Чикаго         | Німеччина            | 1 – 1     | Іспанія            | ЧС 1994 - 1-й етап    | -    |          |
| 27-6-1994  | Чикаго         | Болівія              | 1 – 3     | Іспанія            | ЧС 1994 - 1-й етап    | -    | 46'      |
| 2-7-1994   | Вашингтон      | Іспанія              | 3 – 0     | Швейцарія          | ЧС 1994 - 1/8 фіналу  | -    | 17'      |
| 9-7-1994   | Бостон         | Італія               | 2 – 1     | Іспанія            | ЧС 1994 - чвертьфінал | -    |          |
| 12-10-1994 | Скоп'є         | Республіка Македонія | 0 – 2     | Іспанія            | Відбір до ЧЄ 1996     | -    | 12'      |
| 16-11-1994 | Севілья        | Іспанія              | 3 – 0     | Данія              | Відбір до ЧЄ 1996     | -    |          |
| 30-11-1994 | Малага         | Іспанія              | 2 – 0     | Фінляндія          | товариський матч      | -    | 18'      |
| 20-9-1995  | Мадрид         | Іспанія              | 2 – 1     | Аргентина          | товариський матч      | -    |          |
| 15-11-1995 | Севілья        | Іспанія              | 3 – 0     | Північна Македонія | Відбір до ЧЄ 1996     | -    | 46'      |
| 7-2-1996   | Лас-Пальмас    | Іспанія              | 1 – 0     | Норвегія           | товариський матч      | -    | 46'      |
| 24-4-1996  | Осло           | Норвегія             | 0 – 0     | Іспанія            | товариський матч      | -    |          |
| 8-6-1997   | Вальядолід     | Іспанія              | 1 – 0     | Чехія              | Відбір до ЧС 1998     | -    |          |
| 24-9-1997  | Братислава     | Словаччина           | 1 – 2     | Іспанія            | Відбір до ЧС 1998     | -    | 62'      |
| 11-10-1997 | Хіхон          | Іспанія              | 3 – 1     | Фарерські острови  | Відбір до ЧС 1998     | -    | 80'      |
| 19-11-1997 | Пальма (місто) | Іспанія              | 1 – 1     | Румунія            | товариський матч      | -    | 46'      |
| 25-3-1998  | Віго           | Іспанія              | 4 – 0     | Швеція             | товариський матч      | -    |          |
| 3-6-1998   | Сантандер      | Іспанія              | 4 – 1     | Північна Ірландія  | товариський матч      | -    | 46'      |
| 13-6-1998  | Нант           | Іспанія              | 2 – 3     | Нігерія            | ЧС 1998 - 1-й етап    | -    | 46'      |
| 17-11-1999 | Севілья        | Іспанія              | 0 – 2     | Аргентина          | товариський матч      | -    |          |
| Усього     |                | Матчів               | 36        |                    | Голів                 | 0    |          |

## Титули і досягнення
- Чемпіон Іспанії (5):

«Барселона»: 1990–91, 1991–92, 1992–93, 1993–94, 1997–98
- Володар Кубка Іспанії з футболу (2):

«Барселона»: 1996-97, 1997–98
- Володар Суперкубка Іспанії (4):

«Барселона»: 1991, 1992, 1994, 1996
- Володар Кубка Англії (1):

«Челсі»: 1999–00
- Володар Кубка чемпіонів УЄФА (1):

«Барселона»: 1991–92
- Володар Суперкубка УЄФА (3):

«Барселона»: 1992, 1997
«Челсі»: 1998
- Володар Кубка Кубків УЄФА (1):

«Барселона»: 1996–97
- Олімпійський чемпіон (1):

Іспанія (ол.): 1992